# IC 4636
IC 4636 је појединачна звијезда у сазвјежђу Херкул која се налази на листи објеката дубоког неба у Индекс каталогу.
Деклинација објекта је + 47° 11' 44" а ректасцензија 16h 59m 6,8s.